# مرغ دوزنده پشت‌زیتونی
مرغ دوزنده پشت‌زیتونی (نام علمی: Orthotomus sepium) نام یک گونه از سرده مرغ دوزنده است.